# Capitana Marvel (película)
Capitana Marvel (título original en inglés: Captain Marvel) es una película estadounidense de superhéroes basada en el personaje de Carol Danvers / Capitana Marvel. Producida por Marvel Studios y distribuida por Walt Disney Studios Motion Pictures, es la vigesimoprimera película del Universo cinematográfico de Marvel (UCM, por sus siglas en español). La cinta está escrita y dirigida por Anna Boden y Ryan Fleck, mientras que Meg LeFauve, Nicole Perlman, Geneva Robertson-Dworet, Liz Flahive y Carly Mensch también contribuyeron al guion. Brie Larson protagoniza en el papel titular, junto a Jude Law, Ben Mendelsohn, Lashana Lynch, Gemma Chan, Lee Pace, Clark Gregg, Annette Bening y Samuel L. Jackson. Situada en el año 1995, la historia sigue a Carol Danvers, una piloto de la Fuerza Aérea de Estados Unidos, que se convierte en la Capitana Marvel después de que la Tierra haya quedado atrapada en el centro de un conflicto intergaláctico entre dos razas alienígenas.
Desde mayo de 2013, Marvel Studios había comenzado el desarrollo de una película basada en el personaje de Carol Danvers, y fue anunciada oficialmente en octubre de 2014. Perlman y LeFauve fueron contratadas como equipo de redacción el siguiente abril después de presentar tomas por separado del personaje. El casting de Larson fue anunciado en la Convención Internacional de Cómics de San Diego de 2016, convirtiéndose en la primera película en solitario dirigida por Marvel. Boden y Fleck firmaron para dirigir en abril de 2017, y Robertson-Dworet pronto se hizo cargo de las tareas de reescritura, cuya historia toma prestados elementos de la historia del cómic de 1971 "Kree-Skrull". El rodaje comenzó en enero de 2018, y la fotografía principal comenzó en marzo, teniendo lugar en California y Luisiana. Al comienzo de la filmación, el resto del elenco se completó al igual que los guionistas adicionales.
Capitana Marvel se estrenó en Londres el 27 de febrero de 2019 y fue estrenada en los Estados Unidos el 8 de marzo de 2019 en IMAX y 3D. La película ha recaudado más de $1.1 mil millones en todo el mundo, lo que la convierte en la primera película de superhéroes dirigida por mujeres que supera los mil millones de dólares. Actualmente es la segunda película de mayor recaudación de 2019, y se convirtió en la novena película de superhéroes de mayor recaudación de todos los tiempos, así como la película número 23 de mayor recaudación en general. Los críticos lo describieron como "entretenido", "agradable" e "inteligente", y elogiaron las actuaciones de Larson, Jackson y Mendelsohn.

## Argumento
En 1995, en el planeta Hala, capital del Imperio Kree, la guerrera y miembro de la Fuerza Estelar Vers sufre de pesadillas recurrentes que involucran a una mujer mayor. Yon-Rogg, su mentor y comandante, le advierte mientras entrenan que controle sus habilidades, y a su vez la Inteligencia Suprema, una inteligencia artificial orgánica que actúa como gobernante Kree, la insta a mantener sus emociones bajo control.
Durante una misión para rescatar a un agente Kree encubierto que se infiltra en un grupo de Skrulls forasteros con quienes los Kree han estado luchando durante siglos, Vers es secuestrada por el comandante Skrull Talos y es sujetada a la fuerza en una sonda de memoria. Ella logra escapar y sin darse cuenta pilota una nave a la Tierra estrellándose violentamente contra el techo de un Blockbuster en Los Ángeles. Su presencia atrae la atención de los agentes de S.H.I.E.L.D. Nick Fury y Phil Coulson, cuya investigación se ve interrumpida por un ataque Skrull. En la persecución posterior, Vers recupera un cristal que contiene sus recuerdos extraídos y Fury mata a un Skrull que se hace pasar por Coulson, ya que el verdadero aún se encontraba en el Blockbuster. Fury luego se encuentra y acepta trabajar con Vers, mientras que Talos se disfraza del agente en jefe de S.H.I.E.L.D., Keller.
Usando la autorización de seguridad de Fury, Vers descubre que ella fue una piloto de la Fuerza Aérea de Estados Unidos, que presuntamente había muerto después de probar un motor experimental diseñado por la Dra. Wendy Lawson, a quien reconoce como la mujer mayor de sus pesadillas, y también se entera de que era amiga de la expiloto de caza Maria Rambeau. Cuando Talos se enfrenta a ellos, los dos escapan en un avión de carga con el gato de Lawson, Goose, y se van a Nueva Orleans, donde Rambeau vive con su hija Mónica.
Talos los sigue y llega a la casa de Rambeau, donde Vers se entera de que su nombre real es Carol Danvers. Se revela que los Skrull son en realidad refugiados que buscan un nuevo hogar y que Lawson era una exagente Kree que los estaba ayudando. Reproducen la caja negra recuperada del avión de Lawson, lo que lleva a Danvers a recuperar sus recuerdos y recordar el día del accidente: Lawson le dijo que destruyera el núcleo de energía del motor antes de ser asesinada por Yon-Rogg, y Danvers al hacerlo absorbe la energía producto de la explosión del motor a costa de perder todos sus recuerdos. Entonces, Talos lleva al grupo a una nave encubierta que orbita la Tierra, donde varios Skrull están protegiendo el Teseracto, que era la fuente del núcleo de energía.
La Fuerza Estelar llega a la nave y captura a Danvers y la obligan a entrar en la realidad virtual donde reside la Inteligencia Suprema. Durante la conversación, Danvers encuentra un implante Kree que limita sus poderes y lo extrae, lo que hace que ella acceda a todas sus habilidades. Luego se produce una batalla, donde Fury recupera el Teseracto, ya que Goose se lo come y se revela que no es un gato común, sino un Flerken, una especie de peligroso extraterrestre similar a un gato que en su interior posee una dimensión de bolsillo, mientras Maria derriba a la miembro de la Fuerza Estelar Minn-Erva en una batalla de aviones. Danvers, ahora con todo su potencial, destruye sin ayuda varios misiles balísticos disparados por el oficial Kree Ronan el Acusador, lo que obliga a él y sus fuerzas a retirarse del planeta, aunque antes de escapar, Ronan jura regresar algún día por Danvers. Luego de que Ronan y su flota escaparan, Carol se dirige a luchar contra Yon-Rogg en la Tierra y consigue derrotarlo con facilidad y le perdona la vida, luego del combate, Carol decide enviarlo de regreso a Hala con un mensaje de advertencia a la Inteligencia Suprema y que pronto terminara con la guerra entre los Kree y los Skrulls.
Ya acabada la batalla, Fury juguetea con Goose, hasta que el gato se impacienta y termina arañándolo en el ojo y provocándole progresivamente la pérdida de este (siendo este el origen de cómo Fury perdió la vista de su ojo). Danvers se marcha para ayudar a los Skrulls a encontrar un nuevo planeta natal y le da a Fury un localizador modificado para que la contacte solo en caso de una emergencia. Mientras tanto, Fury redacta una propuesta para una iniciativa de defensa de la Tierra y decide llamarla "Vengadores".
En una escena a mitad de los créditos, ambientada en la actualidad, Steve Rogers, Natasha Romanoff, Bruce Banner y James Rhodes están monitoreando el localizador, que Fury activó antes de su desintegración con el chasquido de Thanos, cuando de repente se aparece Danvers en la sala y les pregunta a los Vengadores en dónde está Fury.
En otra escena poscréditos, ambientada nuevamente en 1995, Goose se desliza en la oficina de Fury, se sube a su escritorio y expulsa el Teseracto de su cuerpo.

## Reparto
- Brie Larson como Vers / Carol Danvers / Capitana Marvel:

Expiloto de caza de la Fuerza Aérea de Estados Unidos y miembro de una unidad militar de élite de la raza Kree llamada Fuerza Estelar, cuyo ADN se fusionó con la radiación del Teseracto contenida en un arma Kree durante un accidente, convirtiéndola en un híbrido humano-kree, dotándola de fuerza sobrehumana, proyección de energía y vuelo. Larson describió a Danvers como "una creyente en la verdad y la justicia" y además dijo que ella es "un puente entre la Tierra y el espacio. Está luchando entre los defectos que están dentro de ella y todo lo bueno que quiere intentar y difundir y hacer del mundo un lugar mejor". El presidente de Marvel Studios, Kevin Feige, declaró que Larson fue elegida porque "tiene la capacidad de equilibrar los vastos poderes del personaje con su humanidad y defectos que se pueden relacionar". Larson inicialmente dudaba sobre si aceptar el papel, aunque alega: "No podía negar el hecho de que esta película es todo lo que me importa, todo lo que es progresivo, importante y significativo, y un símbolo con el que desearía haber crecido". Con respecto a la preocupación de que Larson era demasiado joven para interpretar a Danvers, una aviadora consumada, la guionista inicial Nicole Perlman consultó con la Fuerza Aérea, quien dijo que no estaba fuera del alcance de alguien "ir muy lejos" entre las edades de 28 y 34 años. Larson visitó la Base de la Fuerza Aérea Nellis y se reunió con aviadores en servicio activo, incluidos la General de Brigada Jeannie Leavitt y el piloto de los USAF Thunderbirds Stephen Del Bagno, para prepararse para el papel.
- Samuel L. Jackson como Nick Fury:

El futuro director de S.H.I.E.L.D., que en este momento es un burócrata de bajo nivel. Fury aparece sin su parche en el ojo ya que la película está ambientada en la década de 1990, antes de perder el ojo. Feige dijo que la película explora un período de la vida de Fury cuando no tiene idea de los superhéroes y que Carol Danvers es la primera heroína con la que se encuentra, elaborando: "Fury ha llegado a un punto en su carrera donde pensó que la Guerra Fría ha terminado y los mejores días han quedado atrás. Y cuando encuentra ciertas cosas en esta película, lo pone en un camino que nos lleva a donde estamos 19 películas más tarde".
- Ben Mendelsohn como Talos: Talos es el líder de los Skrulls que cambia de forma y se infiltra en S.H.I.E.L.D. como el jefe de Fury, Keller. Mendelsohn describió a Keller como "abotonado" en comparación con la personalidad de Skrull "más relajada" de Talos. Mendelsohn usa un acento estadounidense inspirado en el exsecretario de Defensa de los Estados Unidos, Donald Rumsfeld, para Keller, y su acento nativo australiano para Talos; se eligió este último, después de una "larga discusión", debido a lo que Mendelsohn llamó "corrección terrenal". El maquillaje y las prótesis necesarias para interpretar a Talos tardaron "un par de horas" en aplicarse. El productor ejecutivo Johnathan Schwartz agregó que "es divertido mostrar tanto los poderes de Skrull como el rango de Ben como actor" con el personaje. Talos también adopta la forma de una chica surfista, interpretada por Emily Ozrey y Abigaille Ozrey, y un disfraz de soldado Kree interpretado por Duane Henry. Una primera versión del guion tenía al personaje muriendo en la película.
- Djimon Hounsou como Korath el Perseguidor: segundo al mando de Fuerza Estelar Kree, que años más tarde acabaría siendo futura mano derecha de Ronan.
- Lee Pace como Ronan el Acusador: un oficial de alto rango Kree que es fanático de su cultura y prácticas.
- Lashana Lynch como Maria Rambeau, una de las más antiguas amigas de Danvers y compañera piloto de la Fuerza Aérea, que usa el distintivo de llamada "Photon" y es madre soltera de su hija Monica.
- Gemma Chan como Minn-Erva: una francotiradora Kree y miembro de Fuerza Estelar.
- Algenis Pérez Soto como Att-Lass: Un miembro de Fuerza Estelar.
- Runa Temte como Bron-Char: Un miembro de Fuerza Estelar.
- Mckenna Grace como una joven Carol Danvers.
- Clark Gregg como Phil Coulson: un agente de S.H.I.E.L.D. recién ingresado a las filas de la organización que trabaja en estrecha colaboración con Fury.
- Annette Bening como la Inteligencia Suprema y Mar-Vell / Dra. Wendy Lawson: La Inteligencia Suprema es una inteligencia artificial que es la encarnación colectiva de las mentes más grandes del pueblo Kree y el gobernante del Imperio Kree. Aparece en diferentes formas para cada persona, específicamente para Vers como la científica rebelde Kree Mar-Vell, que se había disfrazado en la Tierra como la jefa de Danvers, la Dra. Wendy Lawson. Mar-Vell se escribió originalmente como un interés amoroso masculino para Danvers como en los cómics, pero después de luchar para elegir al personaje, la codirectora Anna Boden sugirió que eligieran a una mujer en su lugar y la vincularan a la historia de la Inteligencia Suprema combinando esos personajes Boden dijo que Bening era "regio" como la Inteligencia Suprema, e "informal, fresco y relajado" como Lawson. Feige dijo que cambiar el género de Mar-Vell fue importante para el desarrollo de Danvers en la película, dándole una mentora.
- Jude Law como Yon-Rogg: el comandante de Fuerza Estelar y el mentor de Danvers, quien la entrena para usar sus nuevos poderes.

Además, Robert Kazinsky, Vik Sahay, Colin Ford y Chuku Modu participan en papeles secundarios. Aparece la hija de María, Monica Rambeau, interpretada por Akira Akbar como una niña de once años, mientras que Azari Akbar la interpreta como una niña de cinco años.
En el cómic original de Carol Danvers aparece su gato Chewie (llamado así por el personaje de Star Wars Chewbacca), y este aparece en la película con el nombre de Goose por el personaje de Top Gun (1986) Nick "Goose" Bradshaw.
Chris Evans, Scarlett Johansson, Mark Ruffalo y Don Cheadle aparecen como Steve Rogers, Natasha Romanoff, Bruce Banner y James Rhodes en una breve escena a mediados de los créditos.
En los primeros minutos de la película, aparece el logo de Marvel Studios rindiendo homenaje a Stan Lee junto con un mensaje de dedicatoria diciendo: "Gracias por todo Stan" y posteriormente, durante la película, este aparece en un tren leyendo el guion de Mallrats (1995).

## Doblaje
| Personaje                              | Actor original          | Actor de doblaje hispanoamericano | Actor de doblaje español |
| -------------------------------------- | ----------------------- | --------------------------------- | ------------------------ |
| Carol Danvers "Vers" / Capitana Marvel | Brie Larson             | Jessica Ángeles                   | Laura Monedero           |
| Carol Danvers "Vers" / Capitana Marvel | Mckenna Grace (13 años) | Pola Katz                         | Laira Robles             |
| Carol Danvers "Vers" / Capitana Marvel | London Fuller (6 años)  | Sary Katz                         |                          |
| Nick Fury                              | Samuel L. Jackson       | Blas García                       | Miguel Ángel Jenner      |
| Yon-Rogg                               | Jude Law                | Luis Daniel Ramírez               | José Posada              |
| Talos / Keller                         | Ben Mendelsohn          | Ricardo Mendoza "El Coyote"       | Jordi Ribes              |
| Maria Rambeau                          | Lashana Lynch           | Alicia Barragán                   | Elisa Beuter             |
| Inteligencia Suprema                   | Annette Bening          | Maru Guzmán                       | Mercedes Montalá         |
| Mar-Vell / Dra. Wendy Lawson           | Annette Bening          | Maru Guzmán                       | Mercedes Montalá         |
| Monica Rambeau                         | Akira Akbar             | Sofía Roig Calderón               | Anastasia Azaranka Ayuso |
| Phillip "Phil" Coulson                 | Clark Gregg             | Ricardo Tejedo                    | Alberto Mieza            |
| Ronan el Acusador                      | Lee Pace                | Rubén Moya                        | Juan Fernández Mejías    |
| Korath                                 | Djimon Hounsou          | Salvador Reyes                    | Iñaki Crespo             |
| Steve Rogers                           | Chris Evans             | Pepe Toño Macías                  | Raúl Llorens             |
| Natasha Romanoff                       | Scarlett Johansson      | Rosalba Sotelo                    | Joël Mulachs             |
| Bruce Banner                           | Mark Ruffalo            | Mario Castañeda                   | Xavier Fernández         |
| James "Rhodey" Rhodes                  | Don Cheadle             | Óscar Flores                      |                          |
| Minn-Erva                              | Gemma Chan              | Lourdes Arruti                    | Ana Pallejá              |
| Att-Lass                               | Algenis Pérez Soto      | Alberto Bernal                    | Claudi Domingo           |
| Bron-Char                              | Rune Temte              | Erick Selim                       | Francesc Belda           |
| Soren                                  | Sharon Blynn            | Gabriela Guzmán                   |                          |
| Tom, el vecino                         | Richard Zeringue        | Jorge Roig                        | Xavi Fernández Ruiz      |
| Steve Danvers                          | Colin Ford              | Actor sin identificar             | Luis Torrelles           |
| Joseph Danvers                         | Kenneth Mitchell        | Jorge Badillo                     | Gonzalo Abril            |
| Barman                                 | Patrick Brennan         | Jorge Badillo                     | Xavi Fernández Ruiz      |
| Jefe de seguridad                      | Patrick Gallagher       | José Luis Miranda B.              |                          |
| Pasajero del tren                      | Stan Lee                | Jesse Conde                       | Salvador Moreno          |

## Producción

### Desarrollo
En mayo de 2013, un guion para Ms. Marvel, el apodo que Carol Danvers usó en los cómics antes de tomar el manto del Capitán Marvel, había sido escrito para Marvel Studios. El productor Louis D'Esposito declaró más tarde ese año que el estudio estaba interesado en una película de superhéroes dirigida por mujeres, diciendo que tenían muchos "personajes femeninos fuertes" entre los cuales elegir y sugirió a Ms. Marvel, a Viuda Negra, Pepper Potts o Peggy Carter como posibles candidatas. Kevin Feige, presidente de producción de Marvel Studios, dijo que si Marvel fuera a hacer una película dirigida por mujeres, preferiría que fuera un personaje nuevo para el Universo Cinematográfico de Marvel, como Captain Marvel, la cual podría recibir una historia de origen. En agosto de 2014, Feige declaró que Black Panther y Capitán Marvel eran "ambos personajes que nos gustan, que el trabajo de desarrollo se ha realizado y que se continúa haciendo" y que el público suele preguntar al público sobre el mismo, "más que Iron Man 4, más que Avengers: Infinity War... Creo que es algo a lo que debemos prestarle atención", aseguró.

## Estreno
Capitana Marvel se estrenó en Estados Unidos el 8 de marzo de 2019, en IMAX, Dolby Cinema y 3D. Originalmente estaba programada para su lanzamiento el 6 de julio de 2018, antes de moverla en febrero de 2015 al 2 de noviembre de 2018, para acomodar a Spider-Man: Homecoming. En octubre de 2015, su estreno se movió de nuevo para acomodar Ant-Man and the Wasp.
En abril de 2017, la cadena NBC publicó una foto de la esquiadora estadounidense Mikaela Shiffrin con un traje de esquí inspirado en Capitana Marvel en promoción para los Juegos Olímpicos de Invierno de 2018. El arte conceptual de la película se mostró en la Convención Internacional de Cómics de San Diego de 2017.
El 5 de septiembre de 2018, se mostraron las primeras imágenes oficiales de la película, la cual introduciría a esta nueva y poderosa superheroína. El 18 de septiembre de 2018 se lanzó el primer tráiler de la película a estrenarse el siguiente año.

## Recepción
Captain Marvel recibió en general reseñas mixtas a positivas de parte de la crítica y la audiencia. En el sitio web especializado Rotten Tomatoes, la película posee una aprobación de 79%, basada en 547 reseñas, con una calificación de 6.8/10, y con un consenso crítico que dice: "Repleta de acción, humor y emociones visuales, Captain Marvel presenta al último héroe de MCU con una historia original que hace un uso efectivo de la fórmula característica de la franquicia." Sin embargo, de parte de la audiencia tiene una aprobación de 45%, basada en más de 100 000 votos, con una calificación de 2.7/5.
El sitio web Metacritic le dio a la película una puntuación de 64 de 100, basada en 56 reseñas, indicando "reseñas generalmente favorables". Las audiencias encuestadas por CinemaScore le otorgaron a la película una "A" en una escala de A+ a F, mientras que en el sitio IMDb los usuarios le asignaron una calificación de 6.8/10, sobre la base de 559 269 votos. En la página web FilmAffinity la cinta tiene una calificación de 5.9/10, basada en 26 148 votos.